# ROSSO
ROSSO（ロッソ）は、日本のロックバンド。THEE MICHELLE GUN ELEPHANTのメンバーであるチバユウスケ、2000年に解散したBLANKEY JET CITYの元メンバーである照井利幸、ドラマーのMASATOの3名で2001年に結成し、2002年にユニバーサルミュージックよりメジャーデビュー。MASATOの脱退、イマイアキノブ、サトウミノル加入を経て、2006年まで活動した。

## メンバー
チバユウスケ
ボーカル、ギター担当。1968年7月10日 - 2023年11月26日。全楽曲の作詞を手掛ける。
元THEE MICHELLE GUN ELEPHANTのメンバー。
照井利幸（てるい としゆき）
ベース担当。1964年2月28日生まれ。
元BLANKEY JET CITYのメンバー。
イマイアキノブ
ギター担当。1965年7月9日生まれ。
元フリクションのメンバー。
サトウミノル
ドラムス担当。1965年2月7日生まれ。
元フリクションのメンバー。

### 旧メンバー
MASATO（まさと）
ドラムス担当。1973年7月6日生まれ。活動休止と同時に脱退。
ASSFORTのメンバー。

## 略歴
2001年末にチバ、照井、MASATOの3人編成で活動開始。バンド名のROSSOはイタリア語で赤という意味で、照井が考案したもの。アルバムのジャケットやパンフレットなどは、赤を基調とするデザインとなっていた。結成のきっかけは、照井がチバにバンド結成を持ち掛けたことによるもの。結成が決定したのち、当時チバと親交の深かったASSFORTのドラマーであるMASATOをバンドに誘い出し、活動を開始した。結成当時は、チバがTHEE MICHELLE GUN ELEPHANTに在籍していたため、ROSSOは期間限定のバンドとしての意味合いが強いものであったが、THEE MICHELLE GUN ELEPHANT解散後はROSSOでの活動を本格化させた。
2002年2月には初ライブとレコーディングを行い、4月24日に1stアルバム『BIRD』をリリース。5月から6月にかけてはLOSALIOSらと全国12公演のオールナイトイベントツアー「Weekend Lovers」を行った。8月にはRISING SUN ROCK FESTIVALに出演するも、チバが当時在籍していたTHEE MICHELLE GUN ELEPHANTの活動に専念するため、このライブを最後に一旦活動を休止。ちなみにこのライブではクハラカズユキがドラムを担当した。
2003年初夏、照井がソロプロジェクトRAVENでの活動を開始。同年10月、THEE MICHELLE GUN ELEPHANTが解散し、チバがボーカリストとしてRAVENのレコーディングに参加。同年の終わり頃にアルバム『限りなく赤に近い黒』（2004年4月23日発表）が完成。　
RAVENのアルバム完成後も、チバと照井はROSSOの新メンバーを捜すため活動を続け、2004年2月に行ったセッションでイマイとサトウに出遭う。そして4人編成となったROSSOは7月からレコーディングを開始。2枚組シングル『1000のタンバリン／アウトサイダー』を11月17日に、2ndアルバム『DIRTY KARAT』を12月8日に発表。その後もシングル『バニラ』のリリース（2005年2月2日）、単独ライヴやフェスティバルの参加など精力的な活動を続けていたが、2006年6月7日に3rdアルバム『Emissions』をリリースし、活動の一時休止を発表した。
2015年のインタビューで、チバは「俺はROSSOをやりたかったんだけど、みんないろいろあって（苦笑）……やれなかったんだよね、結局。1ヶ月ぐらい（メンバーと）音信不通になったりとかさ（笑）」「ただROSSOはみんなこう……違うとこに行ってしまったというか、思いが……だからROSSOも解散はしてないんだよ」と語っている。

## 作品

### シングル
| 発売日         | タイトル                        | オリコン 最高位 | 収録アルバム   | 備考         |
| -------------- | ------------------------------- | --------------- | -------------- | ------------ |
| 2004年11月17日 | 1000のタンバリン/アウトサイダー | 12              | Dirty Karat    | 初回限定生産 |
| 2005年2月2日   | バニラ                          | 11              | アルバム未収録 |              |
| 2005年4月27日  | 1000のタンバリン                | 84              | Dirty Karat    | 再発         |
| 2005年4月27日  | アウトサイダー                  | 89              | Dirty Karat    | 再発         |

### アルバム
|     | 発売日        | タイトル    | オリコン 最高位 | 備考  |
| --- | ------------- | ----------- | --------------- | ----- |
| 1st | 2002年4月24日 | BIRD        | 6               | 第1期 |
| 2nd | 2004年12月8日 | Dirty Karat | 10              | 第2期 |
| 3rd | 2006年6月7日  | Emissions   | 10              | 第2期 |

### ライブアルバム
| 発売日         | タイトル                     | オリコン 最高位 | 備考                             |
| -------------- | ---------------------------- | --------------- | -------------------------------- |
| 2005年11月16日 | ダイヤモンドダストが降った夜 | 20              | 初回版のみボーナス・ディスク付属 |

## タイアップ一覧
| 使用年 | 曲名         | タイアップ                                                                       |
| ------ | ------------ | -------------------------------------------------------------------------------- |
| 2002年 | シャロン     | テレビ大阪ほか『吉本超合金K・ケンコバ大王』エンディングテーマ（2002年 - 2003年） |
| 2006年 | CLOVER CROWN | PS2用ゲーム『ツーリスト・トロフィー』エンディングテーマ                          |